# Amelle Berrabah
Amelle Berrabah (ur. 22 kwietnia 1984 w Aldershot w Wielkiej Brytanii) – brytyjska piosenkarka marokańskiego pochodzenia, członkini zespołu Sugababes, która dołączyła do zespołu w 2006 roku.
Zastąpiła Mutyę Buenę, która odeszła z zespołu w tym samym roku, tłumacząc tę decyzję chęcią zajęcia się córką oraz rozpoczęciem solowej kariery.
Amelle dawniej występowała w grupie Boo2 wraz ze swoją siostrą Samiyą. Wspólnie z Keishą Buchanan i Heidi Range nagrały reedycję albumu "Taller in More Ways".
W 2009 roku wystąpiła gościnnie w utworze Never Leave You u Tinchy’ego Strydera, który ukazał się na jego drugim albumie Catch 22 oraz wydany został jako singiel promujący go, trafiając na szczyt UK singles chart.